# Øjealger
 Denne artikel bør gennemlæses af en person med fagkendskab for at sikre den faglige korrekthed.

Øjealger (Euglenozoa) er en række indenfor protozoriget.